# Летни олимпийски игри 1908
IV летни олимпийски игри се провеждат от 27 април до 31 октомври 1908 г. в Лондон, Великобритания.
За домакин на игрите първоначално е избран Рим. По време на подготовката им обаче се появява вътрешна опозиция, което налага Рим да се откаже от домакинството и то се поема от Лондон.
Олимпийските игри са открити на 27 април 1908 г. на построения само за 6 месеца стадион Уайт Сити.
Състезания се провеждат от 27 до 30 април; от 6 до 9 май, на 11 май, от 18 до 21 и на 23 и 28 май; на 18 и 21 юни; от 6 до 11, от 13 до 19, от 20 до 25 и от 27 до 31 юли; от 11 до 13 и на 28 и 29 август; на 19 и 20, от 22 до 24 и от 26 до 31 октомври 1908 г. 
За първи път участниците дефилират с еднотипен за всяка държава екип и групите се предвождат от националните знамена на участващите държави.
Това са първите професионално организирани олимпийски игри, въпреки че са подготвени само за две години.  За първи път са построени стадион с капацитет 70 000 души и плувен басейн специално за олимпийските игри. Игрите са финансирани без държавно участие и струват между 60 000 и 80 000 британски лири (съизмеримо с 5,7 – 7,6 млн. лири през 2012 г.) 
Върховият момент на олимпиадата е маратонът, преди който състезателите биват преглеждани от лекар. Маратонът започва от замъка Уиндзор и завършва на олимпийския стадион. Разстоянието е с 2,195 км по-дълго от дотогава използваната дистанция за маратон от 40 км. Впоследствие международната федерация по лека атлетика приема дължината да бъде 42,195 км. В края на състезанието италианецът Дорандо Пиетри влиза пръв в стадиона, но пада два пъти. Съдиите му помагат да стане и пресича пръв финалната линия. След състезанието е дисквалифициран. Времето на победителя, Джони Хейс от САЩ, е 2:55:18.4 часа.
Друг спорт, който се радва на голяма посещаемост, е колоезденето. 
На тези олимпийски игри все още няма олимпийски огън, олимпийски кръгове и клетви на спортистите и на съдиите. Всички те са въведени по-късно. 

## Участници
Участват 2073 атлети, от които 44 жени  (по данни на Би Би Си броят на атлетите е 2035, от които 36 жени ). Броят на участващите нации е труден за определяне и различни източници посочват различен брой държави поради политически и други причини. Австралазия е включена като нация, представляваща Австралия и Нова Зеландия, въпреки че Нова Зеландия получава независимост от Австралия през 1905 г. Макар че Бохемия не е независима държава, а част от Австро-Унгария, тя получава правото да се състезава като независима. Финландия формално е част от Русия и Русия настоява финландското знаме да не бъде показвано, но всички източници разделят двете нации. Великобритания участва с общ отбор, но може да се счете и че Англия, Шотландия и Уелс участват като самостоятелни нации. В хокея на трева Великобритания е представена от четири отбора – тези на Англия, Ирландия, Шотландия и Уелс. Въпреки желанието на Ирландия да се състезава под собствено знаме, организаторите не допускат това. Същевременно Южна Африка се състезава със собствен отбор, въпреки че формално до 1910 г. е британска колония. Исландия, подобно на Финландия, през 1908 г. е част от Дания, но всички източници посочват, че исландският представител не е бил част от отбора на Дания. За Швейцария се състезава един-единствен лекоатлет, който е роден германец и няма швейцарско гражданство до 1917 г. Турция е заявила само един гимнастик за участие, но в нито един източник не е намерено негово класиране, затова се счита, че Турция не е участвала на тези олимпийски игри. 
Участниците са настанени в хотели. 
| Нация          | участници |
| Австралия      | 27        |
| Австрия        | 7         |
| Аржентина      | 1         |
| Белгия         | 70        |
| Бохемия        | 18        |
| Великобритания | 736       |
| Германия       | 81        |
| Гърция         | 20        |
| Дания          | 78        |
| Исландия       | 1         |
| Италия         | 66        |
| Канада         | 87        |
| Нидерландия    | 113       |
| Нова Зеландия  | 3         |
| Норвегия       | 69        |
| Русия          | 6         |
| САЩ            | 122       |
| Унгария        | 65        |
| Финландия      | 62        |
| Франция        | 208       |
| Швейцария      | 1         |
| Швеция         | 168       |
| Южна Африка    | 14        |
| Общо           | 2023      |

## Обща статистика
- Брой на участващите държави – 23
  - Дебютанти: Исландия, Нова Зеландия, Русия и Турция.

## Олимпийски спортове
Провеждат се състезания в 22 спорта. 
- Утвърдени олимпийски спортове:
  - академично гребане,
  - борба – свободен и класически стил,
  - бокс,
  - колоездене,
  - водна топка,
  - гимнастика,
  - лека атлетика,
  - лакрос,
  - ветроходство,
  - плуване,
  - скокове във вода,
  - ръгби,
  - дърпане на въже,
  - стрелба с лък,
  - тенис,
  - фехтовка,
  - футбол (детайли).
- Нови академични спортове:
  - водомоторен спорт,
  - жо де пом,
  - конно поло,
  - хокей на трева,
  - фигурно пързаляне.

Като демонстративен спорт е представено велосипедно поло. 

## Медали
| Витрина |                |       |        |       |      |
| Място   | Държава        | Злато | Сребро | Бронз | Общо |
| 1       | Великобритания | 56    | 51     | 39    | 146  |
| 2       | САЩ            | 23    | 12     | 12    | 47   |
| 3       | Швеция         | 8     | 5      | 11    | 25   |
| 4       | Франция        | 5     | 5      | 9     | 19   |
| 5       | Германия       | 3     | 5      | 5     | 13   |
| 6       | Унгария        | 3     | 4      | 2     | 9    |
| 7       | Канада         | 3     | 3      | 10    | 16   |
| 8       | Норвегия       | 2     | 3      | 3     | 8    |
| 9       | Италия         | 2     | 2      | 0     | 4    |
| 10      | Белгия         | 1     | 5      | 2     | 8    |

- България не взима участие на тази олимпиада.